# Народна площа (Шанхай)
31°13′51″ пн. ш. 121°28′13″ сх. д. / 31.2309° пн. ш. 121.4703° сх. д.
Народна площа  (спрощ.: 人民广场; кит. трад.: 人民廣場; піньїнь: Rénmín Guǎngchǎng) — велика міська площа, прилегла до Нанкінської вулиці в районі Хуанпу, Шанхай, Китай. На Народні площі розташована мерія Шанхая, від точки на півночі площі, біля фонтану, рахують відстані у Шанхаї.

## Історія
До створення Китайської Народної Республіки в 1949 році, Народна площа була частиною іподрому Шанхая. Після заборони азартних ігор і скачок урядом КПК, частина іподрому стала Народної площею. У неї була інтегрована скакова траса і трибуни, які використовуються зараз під час парадів.
В 1990-і площа здобула свій сучасний вигляд. Шанхайський міський уряд було перенесено сюди, сюди також перенесли Шанхайський музей. Пізніше тут побудували Великий театр і Шанхайський виставковий центр міського планування.
Інші частини іподрому також збереглися. Будівля скакового клубу зайняв Шанхайський мистецький музей, а частина іподрому стала Народним парком.

## Туристичні пам'ятки
- Grand Cinema
- Hong Kong New World Tower
- Шанхайська ратуша
- Нанкінська вулиця
- Park Hotel Shanghai[en]
- Radisson Blu Hotel Shanghai New World[en]
- Raffles City Shanghai[en]
- Великий театр у Шанхаї
- Шанхайський музей
- Шанхайський мистецький музей[en]
- Шанхайський виставковий центр міського планування
- Сімао Інтернешенл Плаза
- Tomorrow Square
- Музей мадам Тюссо[en]

## Транспорт
До Народної площі можна дістатися по метро: Лінія 1, Лінія 2 або Лінія 8 до станції Народна площа.